# غويانغ أوريون أوريونس
غويانغ أوريون أوريونس (هانغل: 고양 오리온 오리온스) هو فريق كرة سلة كوري جنوبي تأسس في سنة 1997 يقع مقره في غويانغ، غيونغي. ينافس في الدوري الكوري لكرة السلة.

## الإنجازات

### الدوري الكوري لكرة السلة
الفوز (2): 2001–02، 2015–16
الوصافة (1): 2002–03

## وصلات خارجية
- الموقع الرسمي